# Marutei Tsurunen
Marutei Tsurunen (jap. 弦念 丸呈, Tsurunen Marutei, meist in Katakana ツルネン マルテイ; * 30. April 1940 in Nordkarelien, Finnland als Martti Turunen) ist ein japanischer Politiker. Von 2002 bis 2013 war er Abgeordneter im Sangiin, dem Oberhaus, für die Demokratische Partei (DPJ). Er war der erste Japaner westlicher Abstammung im japanischen Parlament.

## Leben
Tsurunen kam 1967 als lutherischer Missionar nach Japan. 1974 verließ er den Missionsdienst und arbeitete in einer Eikaiwa-Schule und als Übersetzer. Die japanische Staatsbürgerschaft erhielt er 1979.
Seine politische Karriere begann 1992, als er in den Gemeinderat von Yugawara in der Präfektur Kanagawa gewählt wurde. Nach drei Jahren legte er sein Mandat nieder, um bei der Sangiin-Wahl 1995 für Kanagawa (drei Mandate pro Wahl) als Unabhängiger zu kandidieren. Mit rund 340.000 Stimmen erhielt er den vierthöchsten Stimmenanteil. Bei der Sangiin-Wahl 1998 kandidierte Tsurunen erneut, erhielt über eine halbe Million Stimmen und verfehlte den dritten Platz um knapp 10.000 Stimmen. Danach bemühte sich Tsurunen – nun als Kandidat der DPJ – um ein Mandat im Shūgiin, dem Unterhaus: 2000 unterlag er im 17. Wahlkreis Kanagawa deutlich Yōhei Kōno (LDP).
Bei der Sangiin-Wahl 2001 kandidierte er auf der Verhältniswahlliste der DPJ, erhielt aber nur rund 160.000 der neu eingeführten Präferenzstimmen und damit den neunthöchsten Stimmenanteil auf der DPJ-Liste. Der DPJ standen nur acht Verhältniswahlmandate zu. Erst 2002, als der DPJ-Abgeordnete Kyosen Ōhashi zurücktrat, gelang ihm als Nachrücker der Sprung ins Parlament. Beim Wahlsieg der DPJ 2007 erhielt Tsurunen fast eine Viertelmillion Präferenzstimmen – Platz sechs unter den DPJ-Listenkandidaten – und wurde für weitere sechs Jahre wiedergewählt.
Im Sangiin war er unter anderem Mitglied des Umweltausschusses und des Ausschusses für Okinawa und die Nordgebiete. Im DPJ-Schattenkabinett von 2007 war Tsurunen als Staatssekretär im Umweltministerium vorgesehen. 2010 wurde er Vorsitzender des Sangiin-Sonderausschusses für Katastrophenschutz.
Bei der Sangiin-Wahl 2013 erhielt Tsurunen 82.858 Vorzugsstimmen, Platz 12 auf der Liste der Demokratischen Partei, und verlor somit seinen Sitz, da den Demokraten nur sieben Verhältniswahlmandate zustanden.

## Werke
- Aoi me no giin ga yuku (青い目の議員がゆく). Haru Shobō, Tokio 1993, ISBN 4-938133-43-1.
- Nihonjin ni naritai (日本人になりたい). Shōdensha, Tokio 1993, ISBN 4-396-10340-9.
- Aoi me no kokkai giin imada tanjōsezu (青い目の国会議員いまだ誕生せず). Benesse Corporation, Tama 1995, ISBN 4-8288-1754-9.
- Nihonjin Tsurunen Marutei (日本人ツルネンマルテイ). Mionshin Shuppan, Tokio 1999, ISBN 4-88701-845-2 (gemeinsam mit Takashi Katō).
- „Nekasekiri rōjin“ o tsukuru koku Nihon tsukuranai koku Hoku-Ō (「寝かせきり老人」をつくる国日本つくらない国北欧). Asunaro Shobō, Tokio 1999, ISBN 4-7515-2043-1 (gemeinsam mit Hiroyuki Seki und Mitsugi Yoshida).
- Daijōbu! (大丈夫!). Ishizue, Tokio 2001, ISBN 4-900747-28-9.
- Sō da, kokkai giin ni narou (そうだ、国会議員になろう). Chūkei Shuppan, Tokio 2003, ISBN 4-8061-1808-7.
- Mirai e no sentaku (未来への選択). Aibun Shorin, Tokio 2004.
- Nihon ichi wakari yasui „Nihon“ (日本一わかりやすい『日本』). Asuka Shuppansha, Tokio 2004, ISBN 4-7569-0788-1.
- Tsurunen no hito to chikyū no ecolife (ツルネンの人と地球のエコライフ). Hara Shobō, Tokio 2008, ISBN 978-4-562-04150-3.
- Shizen ni shitagau ikikata to nōhō Luomu (自然に従う生き方と農法ルオム). Ebisukōshō Shuppan, Tokio 2009, ISBN 978-4-86403-008-3 (gemeinsam mit Shigeru Ishii).